# 乔卢特卡桥
乔卢特卡桥位于中美洲国家洪都拉斯的乔卢特卡省首府乔卢特卡的北郊的乔卢特卡河上，共有2座，分别是钢悬索桥称为“老乔卢特卡桥”(西班牙語：Puente de Choluteca)和一座下游的小跨度连续梁桥称为“新乔卢特卡桥”。

## 老乔卢特卡桥
大萧条时期，于1935-1937年由美國陸軍工兵部隊作为泛美公路的一部分建造了该桥。长300米。当时的军事独裁者Tiburcio Carias Andino与美国小罗斯福政府密切合作。 该桥是金门大桥几座复制品得以保存至今的之一。1998年被飓风米奇严重破坏，2002年在里卡多·马杜罗政府时期修复通车，用于轻型交通过河。

## 新乔卢特卡桥
新乔卢特卡桥被称为“日出大桥”(西班牙語：Puente Sol Naciente)，1996年由日本安藤建设株式会社建造。1998年通车。长460米。位于乔卢特卡城区东北的绕城公路。坐标13°20′23″N 87°10′05″W / 13.339856246799961°N 87.16803041026988°W。
1998年飓风米奇造成的洪水冲毁了新桥两侧引桥的桥墩和桥面，只留下了主体结构部分的4个桥墩和3段桥面完好无损。但乔卢特卡河改道，完全摧毁了新桥南侧的衔接公路。这使得新桥残余的主体部分成为陆上桥梁。并闻名遐迩。2003年，新桥重新接入公路网投入使用。